# Proyecto constitucional de 1852
Tras la Guerra de Independencia, España quedó impregnada de movimientos revolucionarios que duraron todo el siglo XIX y gran parte del siglo XX. En 1848 llegaron los ecos de las revoluciones europeas y por ello las Cortes concedieron al gobierno moderado del general Narváez una Ley de Poderes excepcionales y la suspensión de las garantías constitucionales para que el movimiento revolucionario no se extendiera por España. En este contexto y unos años después, el conservador Bravo Murillo, Presidente del Consejo de Ministros durante el final de la Década Moderada elaboró el proyecto constitucional de 1852 cuyo objetivo era volver a una normativa ultra-conservadora más propia del Antiguo Régimen o del Estatuto Real de 1834. La oposición al texto constitucional fue tal que este proyecto no prosperó.